# 宝持院
宝持院（ほうじいん）は、岩手県一関市花泉町金沢にある曹洞宗の寺院。山号は稲荷山。山門は岩手県から有形文化財に指定されている。

## 文化財
山門は下層桁行6.187m、梁間4.459m。上層桁行5.228m、梁間3.475m。木造、棟木上端まで高さ11.207m。屋根は入母屋造。もと杮葺だったが1982年（昭和57年）に銅板に葺き替え。八脚門の楼門形式。中央通路の両側には阿吽の金剛力士像が安置されている。
2階軒下に掲げられている扁額「稲荷山」の裏面から1711年 (宝永8年)、第11世達堂和尚時の創建と判明している。1974年(昭和49年)2月15日、岩手県から有形文化財に指定された。

## 現地情報

### 所在地
- 岩手県一関市花泉町金沢大柳61

### 交通アクセス
- 東北自動車道若柳金成インターチェンジより車15分
- JR花泉駅より徒歩22分